# Liste des députés de Meurthe
Cette page liste l'ensemble des députés français élus dans l'ancien département de la Meurthe.

## Assemblée législative (1791-1792)
- François René Mallarmé
- Joseph Carez
- Étienne Cunin
- Nicolas-Louis Crousse
- Antoine Louis Levasseur
- Jean-Claude Drouin
- Joseph Ignace Foissey
- Germain Bonneval

## Convention nationale(1792-1795)
- Joseph Zangiacomi
- Jean-Baptiste Salle
- Pierre Colombel
- Pierre Michel
- François René Mallarmé
- Antoine Louis Levasseur
- Étienne Mollevaut
- Germain Bonneval
- Dominique Jacob
- Luc-François Lalande

## Conseil des Cinq-Cents(1795-1799)
- Joseph Zangiacomi
- Victor Nicolas Mourer
- Antoine Boulay de la Meurthe
- Claude-Joseph Mallarmé
- Pierre Colombel
- Jean-Ignace Jacqueminot
- Antoine Louis Levasseur
- Étienne Mollevaut

## Corps législatif(1800-1814)
- François Mansuy Thiry
- Jean-Baptiste Jacopin
- Jean Hyacinthe de Bouteiller
- Étienne Mollevaut
- Louis-Nicolas Griveau

## Chambre des députés des départements (1reRestauration)
- François Mansuy Thiry
- Louis-Nicolas Griveau

## Chambre des représentants (Cent-Jours)
- François-Léopold Bresson
- Stanislas Vallet de Merville
- Charles-Joseph Parmentier
- Antoine Bertier
- Antoine Boulay de la Meurthe
- Louis Joseph Schmits
- Nicolas Gehin
- François Bailly

## Chambre des députés des départements (2eRestauration)

### Irelégislature(1815–1816)
- Antoine Jankovicz de Jeszenicze
- Antoine Dubois de Riocour
- Joseph-Dominique Louis
- Jean Hyacinthe de Bouteiller
- Charles-Arthur-Tristan Languedoc de Noailles

### IIelégislature(1816-1823)
- François Balthazar Lafrogne
- Charles Louis Dieudonné Grandjean
- Antoine Jankovicz de Jeszenicze
- Antoine Dubois de Riocour
- François Antoine Louis Bourcier
- Joseph-Dominique Louis

### IIIelégislature(1824-1827)
- Antonin Claude Dominique Just de Noailles
- Christophe-Thiébault d'Hoffelize
- Antoine Jankovicz de Jeszenicze
- Antoine Dubois de Riocour
- Charles-Antoine Saladin

### IVelégislature(1828-1830)
- Pierre François Marchal
- Pierre Sébastien Thouvenel
- François Alexandre de Metz
- Georges Mouton
- Antoine Jankovicz de Jeszenicze

### Velégislature(23 juin 1830-28 juillet 1830)
- Pierre François Marchal
- Pierre Sébastien Thouvenel
- François Alexandre de Metz
- Georges Mouton
- Joseph-Dominique Louis

## Chambre des députés (Monarchie de Juillet)

### IreLégislature(1830-1831)
- Pierre François Marchal
- Pierre Sébastien Thouvenel
- François Alexandre de Metz
- Georges Mouton

### IIeLégislature(1831-1834)
- Charles de Ludre
- Georges Mouton démissionne en 1833, remplacé par Joseph François de L'Espée
- Nicolas André Tardieu
- Pierre Sébastien Thouvenel démissionne en 1833, remplacé par Maurice de Lacoste du Vivier
- Pierre François Marchal
- Jean Auguste Chevandier de Valdrome

### IIIeLégislature(1834-1837)
- Joseph François de L'Espée
- Maurice de Lacoste du Vivier
- Charles-Louis Moreau
- Pierre François Marchal
- Jean Auguste Chevandier de Valdrome
- Pierre Alexandre Fleury de Chaboulon décédé en 1835, remplacé par Alphée Bourdon de Vatry
- Jean-François-Xavier Croissant

### IVeLégislature(1837-1839)
- Henri Georges Boulay de la Meurthe
- Maurice de Lacoste du Vivier
- Charles-Louis Moreau
- Pierre François Marchal
- Jean-François-Xavier Croissant
- Alphée Bourdon de Vatry

### VeLégislature(1839-1842)
- Joseph François de L'Espée
- Maurice de Lacoste du Vivier
- Charles-Louis Moreau
- Pierre François Marchal
- Jean-François-Xavier Croissant
- Alphée Bourdon de Vatry

### VIeLégislature(1842-1846)
- Pierre François Marchal démissionne en 1845, remplacé par Charles-Étienne Collignon
- Joseph François de L'Espée
- Maurice de Lacoste du Vivier
- Charles-Louis Moreau
- Jean-François-Xavier Croissant
- Alphée Bourdon de Vatry

### VIIeLégislature(17/08/1846-24/02/1848)
- Charles-Étienne Collignon
- Joseph François de L'Espée
- Maurice de Lacoste du Vivier
- Charles-Louis Moreau
- Jean-François-Xavier Croissant
- Alphée Bourdon de Vatry

## IIeRépublique
Élections au suffrage universel masculin à partir de 1848

### Assemblée nationale constituante (1848-1849)
- Oscar d'Adelsward
- Pierre Vogin
- Joseph Liouville
- Victor Ferry
- Antoine Viox
- Charles Urguet de Saint-Ouen
- Charles Charon
- Georges La Flize
- François Leclerc
- Charles de Ludre
- Pierre François Marchal

### Assemblée nationale législative (1849-1851)
- Maurice de Foblant
- Oscar d'Adelsward
- Jules Alexandre Monet
- Lucien Salmon
- Adrien Michaut
- Louis René Viard
- Charles Nicolas Fabvier
- Jean-Baptiste Gérard
- Alphée Bourdon de Vatry

## Second Empire

### Irelégislature(1852-1857)
- Antoine Joseph Drouot
- Louis René Viard
- Henri Buquet

### IIelégislature(1857-1863)
- Antoine Joseph Drouot
- Louis René Viard décédé en 1859, remplacé par Eugène Chevandier de Valdrome
- Henri Buquet

### IIIelégislature(1863-1869)
- Antoine Joseph Drouot
- Eugène Chevandier de Valdrome
- Henri Buquet

### IVelégislature(1869-1870)
- Antoine Joseph Drouot
- Eugène Chevandier de Valdrome
- Henri Buquet

## IIIeRépublique

### Assemblée nationale(1871-1876)
- Albert Berlet
- Henri Varroy
- Camille Claude
- Étienne Ancelon
- Marc Brice
- Antoine Viox décédé en 1874
- Georges La Flize

Le Traité préliminaire de paix du 26 février 1871 est ratifié le 1er mars par l'Assemblée nationale. Les députés des territoires cédés d'Alsace-Moselle démissionnent à l'issue de la séance dont les députés meurthois. Lors des élections complémentaires du 2 juillet 1871, les députés sont rattachés au nouveau département de Meurthe-et-Moselle et siègent jusqu'aux élections de 1876.